# Mixornis
Mixornis és un gènere d'ocells de la família dels timàlids (Timaliidae) i l'ordre dels passeriformes.

## Taxonomia
Aquestes espècies eren classificades al gènere Macronus fins que es van detectar que es tractava d'un tàxon parafilètic.
Segons la classificació del Congrés Ornitològic Internacional (versió 11.1, 2021) aquest gènere està format per 4 espècies
- Mixornis kelleyi - timàlia de Kelley.
- Mixornis flavicollis - timàlia caragrisa.
- Mixornis gularis - timàlia gorjaestriada.
- Mixornis bornensis - timàlia de Borneo.